# Nuño Álvarez de Carazo
Nuño Álvarez de Carazo (fl. 1028-1054) fue un noble, diplomático y guerrero del reino de Castilla. A lo largo de su carrera mantuvo importantes relaciones con el reino de Navarra, con el que limitaban sus tierras y señoríos.
En la Castilla de mediados del siglo XI hubo al menos tres personas con el nombre de «Nuño Álvarez», Nuño Álvarez de Carazo aparece en dieciséis documentos entre 1033 y 1054 con el honorífico duenno o domno, y dos con el apelativo territorial  «de Carazo». Era el mayor de sus hermanos y pudo ser tío abuelo materno de Rodrigo Díaz de Vivar, siendo su hermano Rodrigo el padre de la madre de Rodrigo Díaz. Dado que el hermano de Nuño, Diego, y su hermana Mumadona poseían tierras en Carazo y en Lara de los Infantes, parece probable que el señorío de Nuño en esta región se basara en los bienes familiares y patrimoniales. Carazo no está especialmente cerca de la frontera con Navarra, pero es probable que las tierras entre ambas estuvieran poco pobladas. Las tierras bajas cercanas a la entrada del río Arlanza en el Arlanzón probablemente formaban parte de su señorío, y Nuño poseía propiedades en Peñalba y Vilviestre del Pinar a medio camino entre Carazo y Navarra. La importancia de Nuño en la región fronteriza del sureste de Burgos se desprende de los archivos de los monasterios de San Pedro de Arlanza y San Pedro de Cardeña. Nuño también tenía propiedades en La Bureba, incluso en Ibeas de Juarros y Oña.

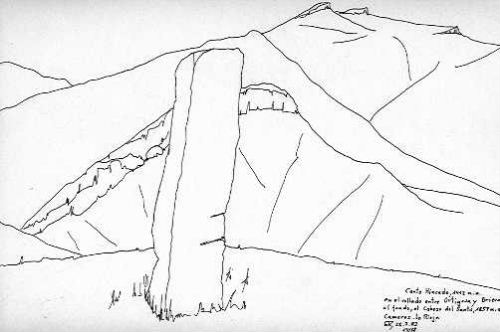
El menhir en Peña o Piedra Hincada que marcó los límites entre el reino de Pamplona y el reino de Castilla en 1016.

En 1016 Sancho Garcés III de Pamplona y Sancho García de Castilla establecieron por acuerdo la frontera entre sus respectivos reinos. Tiempo después, probablemente entre 1030 y 1035, Nuño Álvarez y su vecino navarro Fortún Ochoa volvieron a confirmar la división y la frontera. Este acto, en el que solamente se confirma la frontera a su paso por la sierra de la Demanda, se conserva en una breve nota en un documento del Becerro Galicano, un cartulario del monasterio de San Millán de la Cogolla, que es la única constancia del repartimiento de 1016, del que quizá únicamente se hizo la medición, pues el hipotético tratado no llegó a redactarse ni confirmarse. También es posible que Nuño y Fortún confirmaran la antigua frontera en un acto de rebeldía, sin autoridad de sus respectivos señores. Nuño tuvo otras relaciones con Navarra después de que La Bureba, que formaba parte de Castella Vetula (Castilla Vieja), fuera adjudicada a Navarra en el reparto del reino de Sancho III (1035). Cuatro veces visitó Nuño la corte de García Sánchez III de Navarra cuando visitó Oña, la capital de Castella Vetula y el lugar de enterramiento de Sancho III. Los escribanos navarros se refirieron a él y a los demás castellanos visitantes con la frase isti sunt castellani («estos son castellanos») y los relegaron al final de las listas de testigos, lo que se explica por su lealtad a Fernando I de Castilla, a menudo enfrentado a su hermano García.
Nuño murió probablemente luchando junto a su rey contra el rey de Navarra en la batalla de Atapuerca en 1054, donde probablemente también murió su hermano Fortún.